# Yana Románova
Yana Serguéyevna Románova –en ruso, Яна Сергеевна Романова– (Kurgán, 11 de mayo de 1983) es una deportista rusa que compite en biatlón.
Participó en los Juegos Olímpicos de Sochi 2014, obteniendo una medalla de plata en la prueba de relevos 4 × 6 km, pero fue descalificada tres años después por dopaje.
Ganó dos medallas en el Campeonato Europeo de Biatlón de 2009, plata en 7,5 km velocidad y bronce en 15 km individual.

## Palmarés internacional
| Juegos Olímpicos   | Juegos Olímpicos | Juegos Olímpicos  | Juegos Olímpicos |
| Año                | Lugar            | Medalla           | Prueba           |
| ------------------ | ---------------- | ----------------- | ---------------- |
| 2014               | Sochi (Rusia)    | DSC               | Relevos          |
| Campeonato Europeo |                  |                   |                  |
| Año                | Lugar            | Medalla           | Prueba           |
| 2009               | Ufá (Rusia)      | Medalla de plata  | Velocidad        |
| 2009               | Ufá (Rusia)      | Medalla de bronce | Individual       |